# Adham Sharara

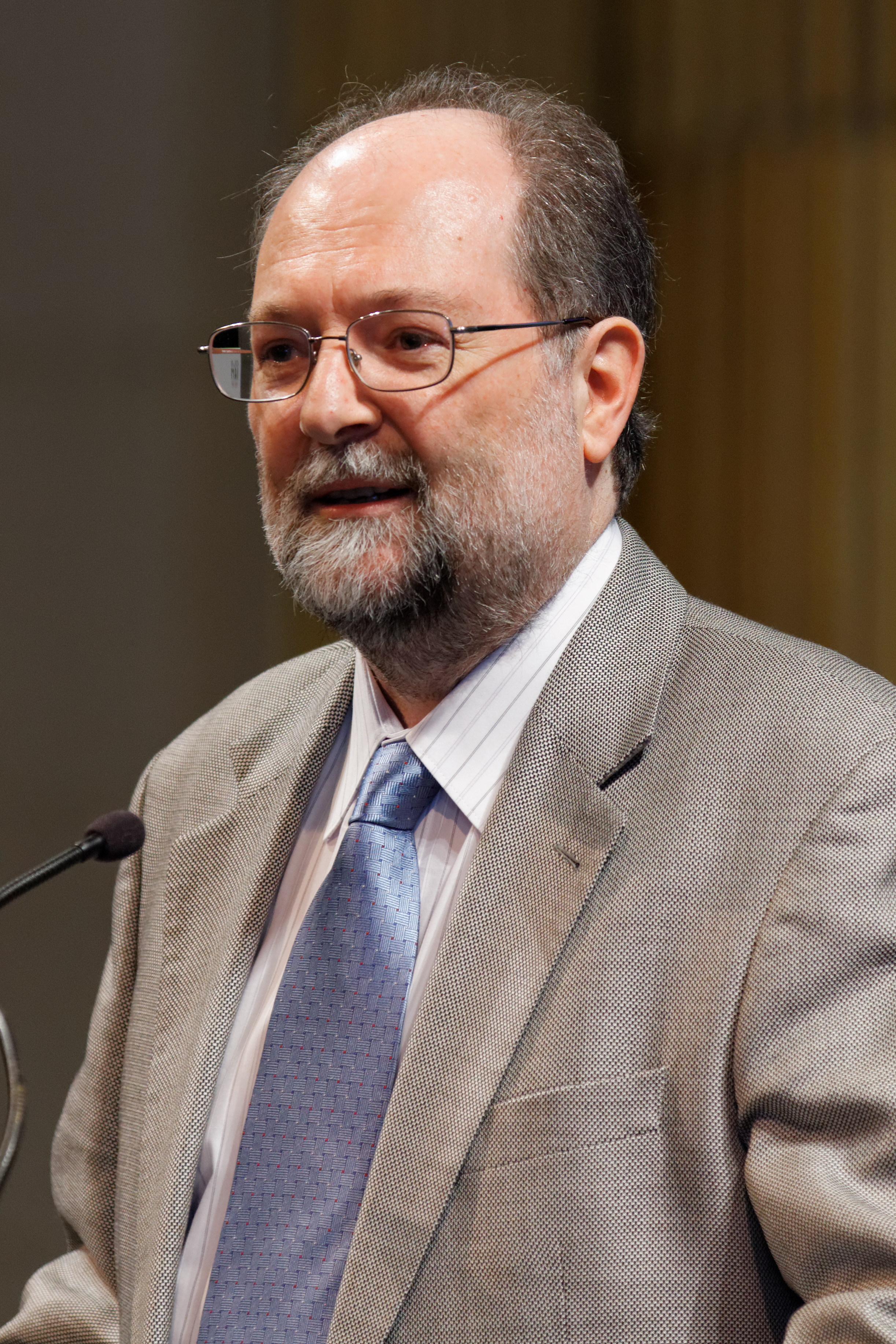
Adham Sharara, Mondial Ping 2013.

Adham Sharara (* 24. März 1953 in Kairo) war von 1999 bis 2014 Präsident des Tischtennisweltverbandes ITTF.

## Aktiver und Funktionär
Adham Sharara wuchs in Kanada auf. Mit zehn Jahren begann er mit dem Tischtennissport. Neun Jahre später wurde er in die Nationalmannschaft Kanadas berufen. Später wurde er Trainer der Nationalmannschaft und Generaldirektor des kanadischen Tischtennisverbandes CTTA.
Als 1999 Xu Yinsheng nicht mehr für das Amt des ITTF-Präsidenten kandidierte, wurde Sharara zu dessen Nachfolger gewählt. Er gilt als reformfreudig mit dem Ziel, den Tischtennissport für Zuschauer und Medien verständlicher und attraktiver zu gestalten. Während seiner Amtszeit wurde der Tischtennisball von 38 mm auf 40 mm vergrößert. Auch wurde die Zählweise reformiert, ein Satz endet bei 11 Punkten (vorher bei 21 Punkten). Zudem wurde die Aufschlagregel geändert und 2008 das Frischkleben verboten. 2014 wurde beschlossen, die Teilnehmerzahl bei Weltmeisterschaften ab 2016 zu reduzieren.
Im September 2014 trat Shahara von seinem Amt als ITTF-Präsident zurück. Nachfolger wurde sein bisheriger Stellvertreter Thomas Weikert.
Adham Sharara gründete 2002 die Vermarktungsgesellschaft TMS. In Kritik geriet er, weil er die Vermarktung der Rechte des Weltverbandes an TMS übertrug und damit persönliche Vorteile erlangte.

„Die Internationale Entwicklung unsers Sports und die Sicherung von Tischtennis als Kernsportart der Olympischen Spiele“

„Das Highlight ist für mich, Tischtennis durch ein sehr aggressives Entwicklungsprogramm in alle Ecken der Welt gebracht zu haben.“

Im März 2019 suspendierte der Weltverband ITTF Adham Sharara für die Dauer von vier Jahren mit der Begründung, Sharara habe während seiner Amtszeit als ITTF-Präsident seine treuhänderischen Pflichten verletzt. Als Folge habe die ITTF Verluste erlitten und Schaden genommen.

## Privat
Sharara stammt aus einer Diplomatenfamilie. Er ist Kanadier. Von Beruf ist er Ingenieur für Elektrotechnik. Seit August 1982 ist er mit der zehnfachen kanadischen Meisterin Mariann Domonkos (* 1958 in Budapest) verheiratet.